# Daijiro Takakuwa
Daijiro Takakuwa (Tóquio, 10 de agosto de 1973) é um ex-futebolista profissional japonês, que atuava como goleiro.

## Carreira

### Yokohama Marinos
Daijiro Takakuwa se profissionalizou no	Yokohama Marinos, em 1992, no clube atuou no inicio da era J-League até 1996.

### Kashima Antlers
Em 1996, se trasnfere para o poderoso Kashima Antlers.

## Seleção
Hideaki Kitajima integrou a Seleção Japonesa de Futebol na Copa da Ásia de 2000 no Líbano, sendo campeão.

## Títulos
Japão
- Copa da Ásia: 2000